# ベルン-レッチュベルク-シンプロン鉄道BDZe2/6 711形電車

BDZe2/6 711形、集電装置の設置されない荷物・郵便室側先頭部

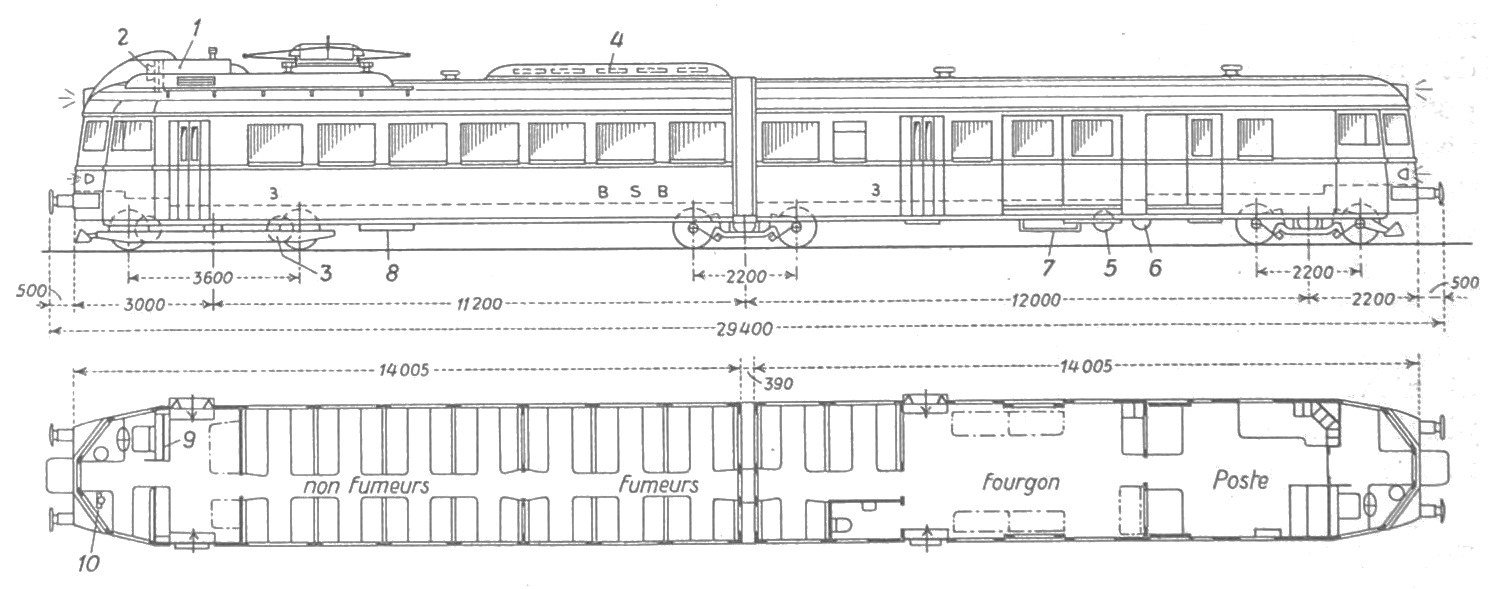
製造当時の形式図
凡例　1:主変圧器 2:主制御器 3:主電動機 4:ブレーキ抵抗器 5:電動空気圧縮機 6:電動発電機 7:蓄電池 8:分流器 9:配電盤 10:逆転器

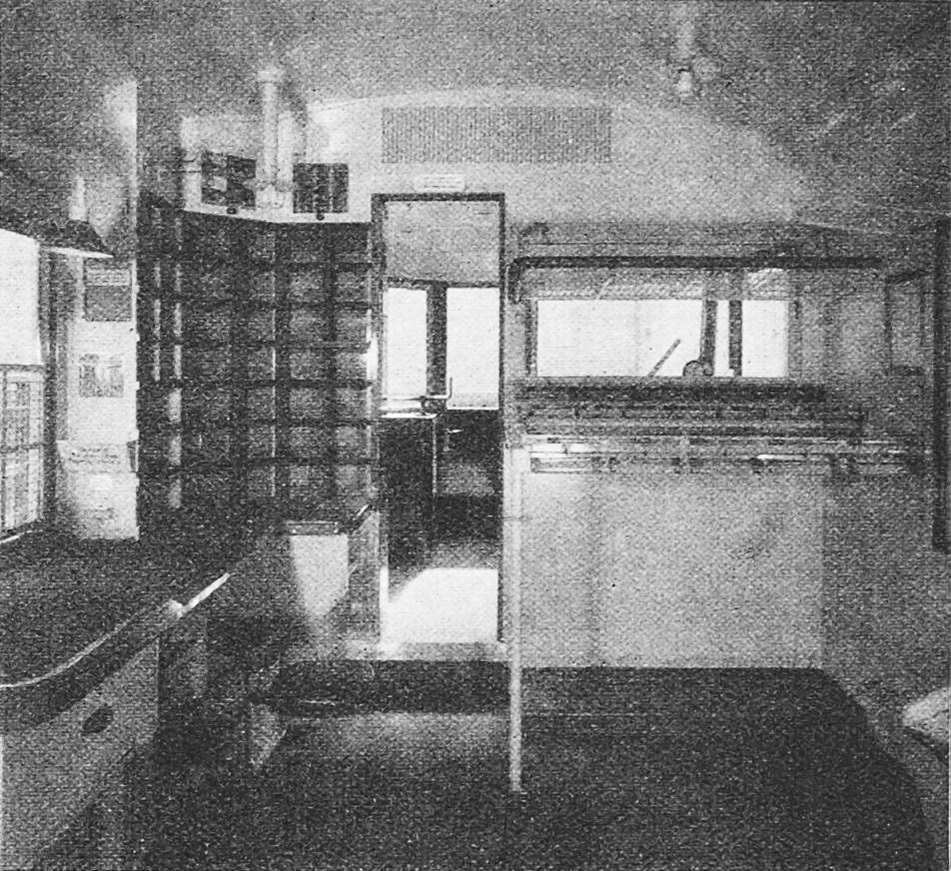
製造当時の室内、郵便室内から前位側運転台方向を撮影、1939年

ベルン-レッチュベルク-シンプロン鉄道BDZe2/6 711形電車(ベルン-レッチュベルク-シンプロンてつどうBZDe2/6 711がたでんしゃ)は、現在ではスイスの最大の私鉄であるBLS AGとなっているベルン-レッチュベルク-シンプロン鉄道およびその各系列会社のうち、ベルン-シュヴァルツェンブルク鉄道およびその後身であるギュルベタル-ベルン-シュヴァルツェンブルク鉄道で使用されていた旅客荷物郵便合造電車である。

## 概要
アルプス越えルートの一つであるレッチュベルクルートを擁するベルン-レッチュベルク-シンプロン鉄道は本線であるレッチュベルクルートのほかに首都ベルンやシュピーツを中心に系列会社が路線網を持っており、1930年代においてはベルン-ノイエンブルク鉄道、ベルン-シュヴァルツェンブルク鉄道、ギュルベタル鉄道、エルレンバッハ-ツヴァイジメン鉄道シュピーツ-エルレンバッハ鉄道の各社でグループを構成しており、その後1944年にベルン-シュヴァルツェンブルク鉄道とギュルベタル鉄道の2社が統合してギュルベタル-ベルン-シュヴァルツェンブルク鉄道に、1942年にエルレンバッハ-ツヴァイジメン鉄道とシュピーツ-エルレンバッハ鉄道の2社が統合してシュピーツ-エルレンバッハ-ツヴァイジメン鉄道となっている。また、この1930年代にはスイス国鉄やレーティッシュ鉄道といったスイスの主要鉄道において軽量車体・台車に小型の制御装置と台車装架の主電動機を組み合わせたと軽量高速電車が導入されており、ベルン-レッチュベルク-シンプロン鉄道グループにおいても区間運用の短編成列車用としてCe2/4 691...721形およびCe2/4 692...706形（後のABDe2/8 701-705形）やCe2/4 787形およびCe2/4 727形（後のBe2/4 721-722形）といった小型の軽量高速電車を導入して運用していた。
これらの実績と、当時の欧州情勢から電力や潤滑油等の油脂類の使用量の削減を進める必要があったスイス国内の状況を踏まえ、ベルン-レッチュベルク-シンプロン鉄道グループでは、より長距離の列車についても軽量高速電車化することが計画され、客室に加えて、中距離列車に必要となる荷物室、郵便室を持つ2両固定編成の電車4編成を導入することとなり、ベルン-シュヴァルツェンブルク鉄道にはCFZe2/6 681形として製造された本形式1編成が、ベルン-レッチュベルク-シンプロン鉄道およびベルン-ノイエンブルク鉄道には姉妹機種であり、2等室を装備して全長が長いBCFZe4/6 731...737形（後のABDZe4/6 731...737形）計3編成が配属されている。なお、本形式の導入に当たり、ベルン-シュヴァルツェンブルク鉄道の財務体質を考慮して、「ベルン-シュヴァルツェンブルク鉄道電車導入および保有財団」が設立され、本形式を保有することとなっている。
本形式はCe2/4 691...721形およびCe2/4 692...706形を大形化した2車体3台車の連接式電車で、電気部品と駆動装置をSAASが、車体および機械部分、動台車をSIG、従台車をSLMが担当して製造されており、1938年に681号機1編成が配備され、スイス国鉄の「赤い矢」（Roter Pfeil）に対して「青い矢」（Blauer Pfeil）と呼ばれている。なお、その後ベルン-シュヴァルツェンブルク鉄道がギュルベタル鉄道と統合してギュルベタル-ベルン-シュヴァルツェンブルク鉄道となったことに伴って1945年にCFZe2/6 751号機に改番され、1956年の称号改正によりBFZe2/6形に形式変更、1960年には711号機に改番、さらに1962年の称号改正によりBDZe2/6形となっている。機番と所有会社、製造年、製造所は以下の通り。
- 681→751→711 - BSB→GBS - 1938年 - SIG/SAAS/SLM

## 仕様

### 車体
- 車体は姉妹形式のBCFZe4/6 731...737形と同一デザインのもので、構造的にはそれまでの軽量高速電車のものをさらに発展させた、箱型断面の鋼材を多用した全鋼製で、電気溶接により組立られた軽量構造のものである。前面の形状は縦方向にも後退角が付加された三面折妻となっており、さらに運転室部の側面も内側に絞られて五面構成としたものとなっており、この中央に渡り板付の貫通扉が、その左右に防曇用電熱線入の運転室窓が設置されているが、乗務員室の正面および側面窓の桟がきわめて細く[15]、主制御装置を搭載している後位側の正面屋根中央部から乗務員室屋根上にかけて大きく立ち上がる機器カバーや角ばった多面形状の前面形状と合わせてモダニズム建築の影響を受けたともされる特徴的な形態となっている。なお、類似のデザインがスイス南東鉄道Schweizerischen Südostbahn（SOB）が1939-40年に導入したCFZe 4/4 1-4形およびBCFZe 4/4 11-14形その後の改造および称号改正によりABe4/4 1...12II形となっているにも採り入れられている。正面窓下部の左右2箇所に外付式の丸形前照灯が、屋根中央に小形の丸形前照灯と標識灯が縦一列に設置されたスタイルとなっており、連結器は車体端部に設置されるねじ式連結器で、丸形の緩衝器が中央、フック・リングがその左右にあるタイプであり、その下部の台車端部に排障器が装備されている。
- 側面は車体台枠部に型帯が入り、側面窓は幅1200mm、高さ958mmの四隅にRの無い大型の下降窓、便所部は白色ガラスで上半部が内開式の換気窓であり、各乗降扉は空気作動式の外開きの4枚折戸で、ホームからは車体外の空気作動式の折畳式1段と車体内1段のステップ計2段を経由して乗車するものとなっている。
- 窓扉配置は前位側の車体が11DD2D2（運転室窓-郵便室窓-郵便扉-荷物扉-荷物室窓-乗降扉-便所/3等室窓）、後位側の車体が7D1（3等室窓-乗降扉-運転室窓）となっている。室内は前位側の車体が前位側から長さ2060mmの運転室、長さ3740mmで郵便仕分棚の設置された面積5m2の郵便荷物室、長さ5067mm、面積10.7m2の荷物室およびデッキ、長さ3065mmで前位側端部に便所が設置された3等室[16]（喫煙）が配置されており、後位側の車体は長さ4575mmの3等室（喫煙）、6040mmの3等室（禁煙）、1267mmのデッキと2060mmの運転室の配置で、各室間は窓付の仕切壁と開戸で仕切られており、車体の妻部は窓付の平妻となっている。
- 3等室の座席はシートピッチ1510mmで3+2列の5人掛けの固定式クロスシートでヘッドレストの無い背摺りの低い幅925mm（2人掛け）もしくは1370mm（3人掛け）のものとなっており、前位側の車体には喫煙2ボックス、後位側の車体には喫煙室3ボックス、禁煙室4ボックスが配置されている。
- 運転室は右側運転台で運転士が座って運転する形態となっており、円形のハンドル式のマスターコントローラーもそれに対応して後方に傾けて設置されている。また、デッキと運転室には仕切壁は無く、デッキ部に折畳式の補助席が、運転室の半運転席側にも補助席が設置されており、乗務員室側面窓は前半部が固定式、後半部が下落とし式となっている。
- 後位側の車体の屋根上前端部には菱型のパンタグラフが1基と主変圧器など設置され、連結面側にはブレーキ用の主抵抗器が設置されている。
- 塗装
  - 車体は上半分がクリーム色、窓下が濃青色で境界部に濃青色の細帯が入り、扉が銀色、後位側車体の車端部側面窓下の中央に社名の、乗降扉脇に客室等級のそれぞれクロムメッキの切抜文字が設置され、運転室部の車体裾部に黄色で形式名と機番のレタリングが入れられるものであり、屋根および屋根上機器は銀色、床下機器と台車はダークグレーであった。
  - 1948年から数年の間[17]にはBCFZe4/6 731号機とともに一時的に車体を濃緑色に変更しているが、その後もとの塗装に戻されている。
  - その後濃青色の細帯は省略されるようになったものの最終時までほぼ同一の塗装であった。

### 走行機器
- 制御方式はCe2/4形のものをベースとした低圧タップ切換制御で、車体内スペースの確保を目的として屋根上に主変圧器やタップ切換器、ブレーキ用抵抗器などの主要機器を搭載するベルン-レッチュベルク-シンプロン鉄道では1964年製造のABDe535形まで標準となっていた方式となっている。
- 後位側車体屋根上のパンタグラフの車端側に高圧ヒューズ[18]を設置し、その下部の屋根カバー内に油冷式の主変圧器とタップ切換用の接触器を搭載している。主変圧器は駆動用の128V、223V、325V、440V、568V、696Vの出力タップのほかに暖房用のAC1030Vと補機用の44Vと234Vの出力を持ち、冷却油はオイルポンプや冷却ファンのない自然対流、自然冷却式である。タップ切換は運転台のマスターコントローラーからギヤとシャフトで前後それぞれの車体屋根上のタップ切替器の単位接触器入切用カムシャフトに直接伝達される方式で、前後車体間には伸縮継手および自在継手が使用されている。また、逆転および力行/ブレーキ転換用のカム軸接触器は電磁空気切替式となっており、これらの組合わせで力行は15段、発電ブレーキ12段の制御を行う。
- ブレーキ装置はウエスティングハウス式の空気ブレーキと各運転台下の台車に作用する手ブレーキ装置を装備するほか、電気ブレーキとしてタップ切換装置と主抵抗器による発電ブレーキを装備する。
- 主電動機は交流整流子電動機 を2台搭載して各制御器ごとに力行時は2台直列、発電ブレーキ時には2台並列に接続されて動輪上出力1時間定格706kWの性能を発揮するもので、冷却は主電動機内の冷却ファンによる自己通風方式となっており、冷却気は屋根上の主変圧器脇のルーバーから採り入れている。
- 後位車端側の動台車はSIG製のもので軸距3600mm、動輪径900mm、鋼板の溶接組立式のアウトサイドフレームと、1軸ごとに主電動機および駆動装置を装備したインナーフレームを組合わせた構造となっており、枕ばねと軸ばねは重ね板ばね、軸箱支持方式は軸箱守式で基礎ブレーキ装置は両抱式、先頭軸に砂撒管が装備されている。中間および前位車端側の従台車はSLM製の軸距2300mm、動輪径850mmのもので、軸箱支持方式は軸梁式で軸ばねはコイルばねとなっている。主電動機の装荷は最高速度が低いこととコストダウン[19]のために吊掛式に装荷されて減速比5.23の1段減速で動輪に伝達される方式で、最高速度は80km/hとなっている。
- このほか、補機類として電動発電機、電動空気圧縮機、制御用や灯具類用の36Vの蓄電池などを搭載しているほか、放送装置、空気式ワイパーなどを装備していた。

### 改造
- 製造後に連結器のバッファが丸形から角形のものに変更されている。
- SLM製の従台車は性能が思わしくなく脱線が多かったため、1944年にこれをSIG製の枕ばね、軸ばねともにトーションバーとした当時製造されていた軽量客車用のものと同構造の新しい台車に交換をしている。また、同時期にタップ切換器を電磁空気式の新しいものに変更して重連総括制御も可能となっており、力行は15段のままであるが、発電ブレーキ段数が11段となっている。
- 1960年には主電動機の冷却強化のため、屋根上の主電動機冷却気吸入口に送風ファンを設置して半強制通風式に改造している。
- 1972年6月23日の事故により前位側の前面を損傷したが、1974年にABDe535形と類似の当時のパノラミックウインドウ、貫通扉付のスタイルで復旧されている。なお、ABDe535形より車体高が低いため貫通扉部が屋根部まで張り出しており、貫通幌枠は設置されておらず、また、同時に車体も更新され、側面窓の四隅にRが付けられている。
- その後も引続き屋根上制御装置部へのルーバーの追加などの冷却系の強化、貫通扉窓の補修や運転室窓へのバックミラーの設置などの改造を受けながら使用されている。

### 主要諸元
- 軌間：1435mm
- 電気方式：AC15kV 16.7Hz 架空線式
- 最大寸法：全長14700×2=29400mm、屋根高3570mm
- 軸配置：Bo'2'2'
- 固定軸距：3600mm（動台車）、2300mm（従台車）
- 台車中心間距離：11120mm×2
- 動輪径：900mm
- 従輪径：850mm
- 自重：53t
- 粘着重量：26t
- 定員：2等室86名（禁煙40名、喫煙46名、除補助席）
- 走行装置
  - 主制御装置：低圧タップ切換制御
  - 主電動機：交流整流子電動機×2台（定格電圧313V、定格回転数1600rpm）
  - 減速比：5.23
- 出力・牽引力
  - 動輪周上出力（1時間定格）：353kW
  - 牽引力：24.0kN（1時間定格）、46.2kN（最大）
- ブレーキ装置：発電ブレーキ、空気ブレーキ、手ブレーキ
- 最高速度：80km/h

## 運行・廃車・譲渡
- 本機は1938年の製造後ベルンに配置されてベルン-シュヴァルツェンブルク線で使用されており、2軸式の2等/3等客車のBC451およびBC452号車や、同じく郵便荷物車のFZ956およびFZ957号車などとともに運用につき、旧形のCFe2/6形を置き換えており、同線では1940年代以降BCFZe4/6 731...737形他各形式も併用されるようになっている。なお、スイス国鉄の「赤い矢」に対して「青い矢」と呼ばれることもあり、また、運行中の列車への郵便の投函も可能であった。
- 本機はその後もベルン-シュヴァルツェンブルク線で使用され続けたが、その後はギュルベタル-ベルン-シュヴァルツェンブルク鉄道のベルン - トゥーン間やベルン郊外のベルン - ロスホイザーン間でも使用されるようになった。
- 1982年から区間列車用の新形電車であるRBDe565形が製造され、ベルン-レッチュベルク-シンプロン鉄道の各系列会社にも配備されるようになると本機は余剰となり、1985年に廃車となっている。